# Kopalnia Węgla Kamiennego Szombierki
Kopalnia Węgla Kamiennego Szombierki (niem. Hohenzollerngrube) – kopalnia węgla kamiennego, działająca od 1870 roku do 1 marca 1996 roku w Szombierkach, dzielnicy Bytomia.

## Historia
Początki kopalni sięgają roku 1855 kiedy to 14 lutego nadano pole górnicze Hohenzollern. Ostatecznie kopalnia powstała w 1870 w wyniku połączenia pól górniczych Hohenzollern oraz nadanych 31 marca 1869 pól Comtesse, Elinor oraz Kleine. Kopalnia początkowo była własnością Joanny Schaffgotsch. W latach 1870–1873 zbudowano 2 szyby: Hohenzollern (Ewa, szyb odwadniający) i Kaiser Wilhelm (Krystyna, szyb wydobywczy). Uroczyste oddanie szybów nastąpiło 8 lipca 1873, natomiast pierwszy wagonik węgla został wydobyty 5 września 1873.
W pierwszym roku kopalnia wydobyła 4627 ton węgla zatrudniając 180 pracowników (174 mężczyzn i 6 kobiet).
W latach 1882–1922 była częścią utworzonej w latach 60 XIX wieku kopalni Paulus-Hohenzollern, której właścicielem była spółka Gräflich Schaffgotsch’sche Werke GmbH. Od roku 1922 ponownie stanowiła osobny zakład. Wieża szybu Krystyna została oddana w 1929, cztery lata później na wieży zamontowano największą w Europie maszynę wyciągową o mocy 3264 KM.
Nazwę kopalni i szybów zmieniono w 1945 r., po przyłączeniu Bytomia do Rzeczypospolitej Polskiej. W latach 1945–1957 kopalnia należała do Rudzkiego Zjednoczenia Przemysłu Węglowego (RZPW).
Przy kopalni, od września 1945 r. przez lata 40 XX wieku działał obóz pracy przymusowej organizowany przez MBP. Składał się z 5 baraków.
1 kwietnia 1957 została włączona do Bytomskiego Zjednoczenia Przemysłu Węglowego. 1 stycznia 1970 została do niej przyłączona kopalnia Karol w Orzegowie.
W 1979 roku zlikwidowano szyb Jadwiga (wcześniejsza nazwa: Sommer), który znajdował się w Szombierkach, przy dzisiejszej ul. Andrzeja Frycza-Modrzewskiego (w pobliżu stawu Zomerek); obok szybu był zbiornik podsadzkowy, który działał do tegoż roku.
1 września 1993 roku nastąpiło połączenie kopalni Centrum z kopalnią Szombierki; utworzono tym samym Kopalnię Węgla Kamiennego Centrum-Szombierki.
1 stycznia 1996 roku rozpoczęto likwidację ruchu Szombierki; 1 marca tegoż roku zakończono wydobycie w tymże ruchu. Większość zabudowań ruchu Szombierki (poza Szybem Krystyna i Ewa) została rozebrana do 2001 roku.
30 grudnia 2004 do rejestru zabytków została wpisana wieża wyciągowa szybu Krystyna dawnej kopalni węgla kamiennego Szombierki (nr rej.: A/135/04) wraz z najbliższym otoczeniem oraz pozostałościami wyposażenia w postaci elektrycznej maszyny wyciągowej przedziału zachodniego i elektrycznej maszyny wyciągowej przedziału wschodniego. Granice ochrony obejmują wieżę wyciągową wraz z wyposażeniem oraz najbliższym otoczeniem.
Szyb Ewa nadal pozostaje czynny, jest częścią Centralnego Zakładu Odwadniania Kopalń (Pompownia Szombierki); istnieje połączenie dołowe z KWK Centrum.

## Wydobycie

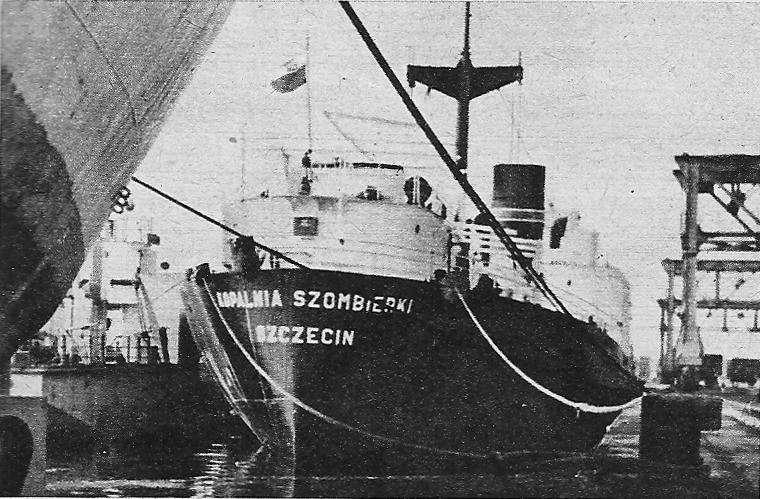

| Rok  | Wydobycie (tys. ton) |
| ---- | -------------------- |
| 1891 | 470                  |
| 1912 | 2487                 |
| 1938 | 2025                 |
| 1970 | 2522                 |
| 1979 | 2068                 |

## Imię nosiły lub noszą statki:[14]
- Kopalnia Szombierki (1942)
- Kopalnia Szombierki (1979)